# Липариново
Липариново (грч. Λιπαρό, Липаро) је насељено место у општини Пела у периферији Средишња Македонија, Грчка. Према попису из 2021. године било је 303 становника.
Према бугарском географу и историчару, Василу Канчову, у Липаринову је 1900. године живело 100 Словена хришћана и 30 Рома. Године 1924. насељено је неколико грчких избегличких породица, укупно 18 особа. На попису из 1991. године Липариново је имало 550 становника, од чега су Словени били апсолутна већина.